# JAPANGLE
JAPANGLE (ジャパングル)は、NHK Eテレにて放送された教養番組。

## 概要
日本人にとっての「ふつう」を様々な視点から観察し日本の文化や知恵を見つめ直す教養番組。Eテレでは初の「4Kこども番組」となる。
2020年までに毎年4本程度のペースで新作が制作・放送される予定だったが、新型コロナウイルスの流行が発生した2020年度以降は、新たに制作されず、再放送のみとなった。
2019年4月から後述の配信停止まで、NHK for Schoolの公式サイトでは日本語音声版の他に英語音声版も配信していた（サイトは別個制作）。

## 放映見合わせ
2021年7月20日、当日分の放送を見合わせた。NHKの広報局は「（番組の楽曲制作に携わる）小山田圭吾（コーネリアス）氏の過去の雑誌記事や、一連の報道を踏まえて総合的に判断した結果」だとしている。今後の放送に関しては未定。それと同時に、NHK for Schoolの公式サイトも閉鎖となり、動画配信も停止となった。

## 出演者
アロー教授
声 - 笹野高史
ベクター助手
声 - 杏
ゲスト
第11回では、初代ストレッチマンが登場した。

## 放送リスト
| 回  | サブタイトル | 初回放送日時                       |
| --- | ------------ | ---------------------------------- |
| #1  | 公衆トイレ   | 2017年03月29日 水曜日09:10 - 09:30 |
| #2  | マンガ       | 2017年03月28日 火曜日09:30 - 09:50 |
| #3  | すし         | 2017年03月29日 水曜日09:30 - 09:50 |
| #4  | 駅           | 2017年03月30日 木曜日09:30 - 09:50 |
| #5  | お風呂       | 2017年12月29日 金曜日09:20 - 09:40 |
| #6  | パッケージ   | 2018年01月04日 木曜日09:00 - 09:20 |
| #7  | ラーメン     | 2018年01月04日 木曜日09:20 - 09:40 |
| #8  | ヘアスタイル | 2018年03月27日 火曜日03:20 - 03:40 |
| #9  | お菓子       | 2018年03月27日 火曜日03:40 - 04:00 |
| #10 | 型           | 2018年03月27日 火曜日04:00 - 04:20 |
| #11 | 特撮         | 2018年08月15日 水曜日09:00 - 09:20 |
| #12 | 水           | 2018年08月16日 木曜日09:00 - 09:20 |
| #13 | 米           | 2019年03月26日 火曜日09:15 - 09:35 |
| #14 | 和室         | 2019年03月27日 水曜日09:15 - 09:35 |
| #15 | 学校         | 2019年08月15日 木曜日09:00 - 09:20 |
| #16 | 東京         | 2019年08月16日 金曜日09:00 - 09:20 |

## 定時放送
- 放送期間：2018年12月9日 - 現在放送停止
- 放送局：NHK BS4K
- 放送時間
  - 日曜日16:30 - 16:50（2019年3月以前）
  - 日曜日16:10 - 16:30（2019年4月以降）
  - 日曜日10:15 - 10:35（翌週の再放送）

## スタッフ
- 総合指導 - 佐藤卓
- 映像監修 - 菱川勢一
- 音楽 - コーネリアス
- 文字デザイン - 林里佳子
- 人形デザイン - 清水貴栄
- コーナーディレクター - 藤代雄一朗、ミズヒロ、池宗清史、山中有
- 制作・著作 - NHK